# Steel Panthers (jeu vidéo)
Steel Panthers est un jeu vidéo de type wargame créé par Gary Grigsby et Keith Brors et publié par Strategic Simulations en 1995 sur PC. Le jeu simule des combats tactiques sur les différents théâtres de la Seconde Guerre mondiale. Le jeu propose une soixantaine de scénarios, se déroulant en Europe ou dans le Pacifique, ainsi que plusieurs campagnes qui retracent notamment le débarquement en Normandie ou l’opération Market Garden. Il permet enfin de jouer une campagne longue, constituée d’un enchainement de scénarios aléatoires, et de créer des scénarios personnalisés. Le jeu se déroule sur une carte, divisée en cases hexagonales où les joueurs contrôlent de petites unités qui peuvent correspondre à un véhicule individuel, comme un char d’assaut, ou à un groupe d’infanterie incluant entre deux et quatorze soldats. Les joueurs jouent chacun à leur tour mais le joueur dont ce n’est pas le tour peut réagir aux actions de son adversaire en temps réel s’il n’a pas utilisés toutes ses actions lors de son tour. À sa sortie, le jeu est encensé par les critiques qui jugent qu’il parvient à combiner un système de jeu extrêmement réaliste et complet avec une excellente jouabilité et des graphismes de très bon niveau pour un jeu de ce type. Il est notamment élu wargame de l’année par le magazine Computer Gaming World et connait un certain succès commercial avec plus de 85 000 exemplaires vendus.

## Système de jeu
Steel Panthers est un wargame qui simule des combats tactiques sur les différents théâtres de la Seconde Guerre mondiale. Le jeu propose une soixantaine de scénarios, dont 42 se déroulant en Europe et 20 dans le Pacifique. Il permet également de jouer plusieurs campagnes, qui retracent notamment le débarquement en Normandie, l’opération Market Garden ou la bataille des Ardennes, ainsi qu’une campagne longue constituée d’un enchainement de scénarios aléatoires. Lors de ces campagnes, le joueur conserve certaines unités d’une mission à l’autre et celles-ci gagnent de l’expérience. En plus de ses scénarios et campagnes, le jeu intègre un générateur de scénario qui permet de créer de nouveaux affrontements en définissant différents paramètres dont le type de combat (assaut, avance, confrontation ou défense), les forces en présence, la date du conflit et la taille de la carte. Il inclut enfin un éditeur de scénario, similaire au générateur, mais avec plus d’options. Le joueur peut ainsi y définir la composition exacte des armées impliquées, le climat ou la visibilité des unités. Il peut aussi modifier la carte sur laquelle se déroule le combat. 
Le jeu se déroule sur une carte, divisée en cases hexagonales où les joueurs contrôlent de petites unités qui peuvent correspondre à un véhicule individuel, comme un char d’assaut, ou à un groupe d’infanterie incluant entre deux et quatorze soldats. Quatre catégories d’unités sont disponibles : les blindés, l’artillerie, l’infanterie et le reste, comme les mines ou les camions. Après avoir sélectionné ses unités, le joueur peut les positionner sur la carte, ou laisser l’ordinateur le faire pour lui. 

## Développement
Gary Grigsby et Keith Brors commencent à développer Steel Panthers en mai 1994. L’objectif de Gary Grigsby est initialement de créer un système de combat tactique sur le thème de la Seconde Guerre mondiale en reprenant les meilleurs aspects de ses précédents wargame tactique, dont notamment Kampfgruppe et Panzer Strike, tout en les mettant au niveau des productions plus récentes. Son éditeur, Strategic Simulations, est cependant réticent à l’idée d’abandonner l’attractivité, auprès du grand public, acquise grâce au succès de Panzer General et de son système de jeu très simple. Aucun des deux partis ne souhaitant faire de compromis, la relation entre Gary Grisby et son éditeur est donc tendue tout au long de la conception et du développement du jeu. Du fait de la pression exercé par Strategic Simulations pour créer un jeu dans la lignée de Panzer General, le moteur de jeu de Steel Panthers ressemble à celui de son prédécesseur. Ses développeurs n’ont cependant pas été influencés par ce dernier et, si les deux jeux partagent des graphismes similaires, leurs mécanismes de jeux sont complètement différents. Pour caractériser les différentes unités militaires du jeu, en fonction de leur type, de leurs nationalités et de la période de l’affrontement, Gary Grigsby s’appuie sur une base de données sur laquelle il travaille depuis plus de dix ans. Bien qu’il ait travaillé pour l’armée et pour le département de la Défense des États-Unis pendant plusieurs années, la plupart de ses connaissances dans ce domaine viennent de ses dix années d’expérience en matière de wargames. Au cours de sa carrière de concepteur de wargame sur ordinateur, il compile en effet une base de données sur les unités militaire, à partir notamment des livres de règles de différents jeux de guerre sur table comme Yag Panzer, Panzer War, Command Decision ou GI Commander, qui lui sert de base pour caractériser les unités de Steel Panthers.
La phase la plus difficile du développement se révèle être l’intégration des graphismes dans le jeu. Les précédents titres de Gary Grigsby sont en effet loin de contenir autant de graphismes que Steel Panthers et il n’a donc pas beaucoup d’expérience dans ce domaine. Les deux développeurs doivent de plus s’y reprendre à deux fois car dans un premier temps, les graphismes ne sont pas assez bons, ce qui les oblige à repartir de zéro. Ils perdent également du temps à rassembler des images des différentes unités du jeu. Au cours du développement, Gary Grigsby consacre ainsi près de 60 % de son temps à l’incorporation des graphismes dans le jeu.

## Extensions
En 1996, le jeu se voit doté d’une première extension, baptisée Steel Panthers Campaign Disk, développée par Novastar et publié par Strategic Simulations. L’extension inclut 35 nouveaux scénarios, dont la plupart avaient déjà été publiés par Novastar, qui couvrent principalement le théâtre Européen de la Seconde Guerre mondiale, mais aussi les combats dans l'océan Pacifique. Elle inclut également trois nouvelles campagnes historiques qui retracent respectivement l’opération Barbarossa, la campagne d’Afrique du Nord et la campagne de la 3e armée de George Patton. Enfin, l’extension inclut également le patch 1.2 du jeu. En 1997, le jeu se voit doté d’une seconde extension, baptisée Steel Panthers Campaign Disk II, également développée par Novastar et publiée par Strategic Simulations. Elle inclut 43 nouveaux scénarios et trois nouvelles campagnes qui portent respectivement sur la carrière de Hans von Luck, sur l’avancée de la 1ere division blindée de l’armée Rouge de Koursk à Berlin et sur le début de la guerre du Pacifique.

## Accueil
| Steel Panthers        |      |       |
| Média                 | Nat. | Notes |
| Computer Gaming World | US   | 5/5   |
| GameSpot              | US   | 84 %  |
| Gen4                  | FR   | 5/5   |
| Joystick              | FR   | 78 %  |
| PC Gamer US           | US   | 90 %  |